# ProSieben
ProSieben (pronunțat în germană / pʁoːˈziːbən /, sieben este germană pentru „șapte”; deseori stilizat ca Pro7) este o rețea de televiziune germană gratuită. A fost lansat pe 1 ianuarie 1989. Este a doua cea mai mare companie de televiziune privată din Germania. Deși ProSieben produce singură o parte din programarea sa, acesta difuzează și multe importuri americane. La 3 mai 2012, rețeaua a lansat un canal de televiziune cu plată numit ProSieben Fun. Un al treilea canal numit ProSieben Maxx a început să difuzeze pe 3 septembrie 2013.
Cele trei fluxuri diferite ale canalului sunt: ProSieben (pentru Germania), ProSieben Austria (pentru Austria) și ProSieben Schweiz (pentru Elveția și Liechtenstein). Principala diferență este că au reclame și știri diferite pentru fiecare țară țintă.
Canalul folosește un slogan englezesc: „Ne place să vă distrăm”.
ProSieben transmite de la sateliții Astra 1L și 3A și este legat în sus de MX1 (acum face parte din SES Video).

## Istorie
1988-1993
La 13 octombrie 1988, ProSieben Television GmbH a fost fondată ca succesor al Eureka TV. Partenerii fondatori au fost Gerhard Ackermans (51%) și Thomas Kirch (49%). La scurt timp după aceea, Kirch a preluat controlul complet al canalului.
La 1 ianuarie 1989, ProSieben (cunoscut la acea vreme drept „Pro 7”), a început să transmită nouă ore de programare pe zi din München. Directorul general a fost Georg Kofler din Tirolul de Sud. ProSieben avea în acel moment 70 de angajați și pretindea că va ajunge la 2,44 milioane de telespectatori.
Stația a început să transmită pe satelitul DFS Kopernikus în iulie 1989. Orele de difuzare au fost crescute treptat la 17 ore pe zi. ProSieben a primit, de asemenea, prima frecvență terestră la München pentru un radiodifuzor privat. Începând cu 8 decembrie 1989, postul a fost difuzat prin satelitul Astra 1A.
La 1 martie 1990, postul de televiziune s-a mutat de la München-Schwabing la Unterföhring lângă München. La acea vreme, ProSieben avea 120 de angajați. ProSieben și-a transmis programele în permanență de la 1 octombrie 1990.
În 1991, ProSieben a creat o filială numită Teledirekt GmbH pentru a promova răspândirea tehnologiei prin satelit în Germania. În 1992, deși ProSieben încă pierdea bani, a cofondat un canal de interes special, Der Kabelkanal, cu Bundespostul german TELEKOM. ProSieben deținea o cotă de 45%. Întrucât inițial canalul putea fi primit doar prin conexiune prin cablu, canalul a contribuit la atragerea de noi clienți pentru rețeaua de televiziune prin cablu Telekom. În 1995, ProSieben a cumpărat canalul direct și l-a redenumit Kabel 1 și a început să îl transmită pe satelitul SES Astra.
În iulie 1992 a fost înființată MGM Media Gruppe München (SevenOne Media astăzi). A fost responsabil pentru vânzarea de publicitate pe canalele ProSieben. La 24 septembrie 1993, SZM Studios (centru de radiodifuziune din München, din iunie 2004: ProSiebenSat.1 Produktion GmbH) au fost inaugurate. La sfârșitul anului 1993, ProSieben a realizat un profit pentru prima dată.
1994–1999
Thomas Kirch în 1995
În 1994, ProSieben a început un serviciu de teletext. La 24 octombrie 1994, a început să folosească un nou logo de stație. Cifra de afaceri în 1994 a fost de 1,192 miliarde DM (acum aproximativ 786 milioane EUR), iar profitul înainte de impozitare a fost de 144 milioane DM (astăzi, aproximativ 95 milioane EUR). La 19 decembrie 1995, ProSieben Television GmbH a fost transformată într-o societate pe acțiuni numită ProSieben Television AG (după 1996 ProSieben Media AG, din 2000 ProSiebenSat.1 Media AG). Thomas Kirch a rămas principalul acționar, iar Rewe Group a fost co-acționar cu 41,6%. Președintele era Georg Kofler.
În 1996, ProSieben a primit o licență de difuzare la nivel național și și-a lansat site-ul de internet. În același an, ProSieben a cumpărat AT & TV Merchandising Concepts GmbH și Merchandising München KG. Vânzările au crescut la 1,69 miliarde DM.
Filiale deținute integral de Pro Sieben Media AG în 1998 (listă incompletă):
- Asta Vista
- Starwatch Navigation
- MGM Mediagruppe
- Agentur für Urheberrechte
- Pro Sieben Business Communication
- Pro Sieben Home Entertainment
- agenția de știri DDP

Sloturile publicitare pentru au fost adăugate pentru Elveția în 1997 și Austria în 1998. ProSieben Austria avea, de asemenea, propria transmisie de știri (ProSieben Austria News, fost ProSieben Austria TopNews). Împreună cu RTL, ProSieben a operat un slot combinat în Elveția, care a fost anulat după șapte luni în primăvara anului 2000. În Austria, există un slot de programe pe ProSieben Austria, Sat.1 Österreich și kabel eins Austria, care a fost continuu extins . În colaborare cu postul austriac Puls 4, emisiunea de trei ore de dimineață Café Puls a fost difuzată pe toate cele trei posturi din 2004.
La 7 iulie 1997, ProSieben a devenit public, acțiunile au fost suprasubscrise de 50 de ori. În acest fel s-a folosit o preferință fără vot pentru a împărți acțiunile. Un an mai târziu, compania a fost adăugată la MDAX. Berlinul a adus inaugurarea clădirii ProSieben de 12 milioane DM în 1998. Kirch Media AG deținea 58,4% din ProSieben Media AG în 1998.
Un canal de știri, N24 a fost înființat în 1999, a început să fie difuzat la începutul anului 2000. ProSieben a dorit să concureze cu n-tv, care era foarte popular, în principal din cauza creșterii pieței bursiere, și să-și lărgească familia de canale. N24 are acum o cotă de audiență mai mare decât n-tv, dar nu mai este deținută de companie. În 1998, ProSieben a preluat agenția de știri ddp.
La 19 septembrie 1999, ProSieben a început să transmită sunet digital multicanal în format Dolby Digital.
2000–2007
La sfârșitul anului 1999, Thomas Kirch și-a adus acțiunile în KirchMedia, compania tatălui său, care alcătuia acțiunile majoritare ale Sat.1 și ProSieben-Gruppe. La 1 februarie 2000, avocatul elvețian de afaceri Urs Rohner a fost numit CEO al ProSieben; Georg Kofler, care a fost CEO-ul ProSieben încă de la înființare, a demisionat din companie. Urs Rohner nu avea experiență în domeniul televiziunii. El a fost numit la cererea lui Leo Kirch pentru a asigura legal fuziunea dintre Sat.1 și ProSieben.
În martie 2000, a fost înființată filiala ProSieben SevenSenses, la care în iunie 2004 a fuzionat cu studiourile SZM pentru creați ProSiebenSat.1 Produktion GmbH. La 13 octombrie 2000, la 12 ani de la fondarea ProSieben, primele acțiuni de la ProSiebenSat.1 Media AG au fost tranzacționate la bursa din Frankfurt. În luna următoare, fuziunea companiilor de marketing a avut loc între Media Group München (ProSieben) și MEDIA 1, creând SevenOne Media.
Odată cu fuziunea a venit fondarea ProSieben Television GmbH, care operează postul de televiziune ProSieben.
Directorul general al ProSieben a fost Nicolas Paalzow în 2000. El a fost succedat în mai 2004 de Dejan Jocic, care a fost apoi înlocuit în decembrie 2005 de Andreas Bartl - care anterior era CEO al kabel eins. În mai 2008, Thilo Proff a devenit șef al stației, urmat de Jürgen Hörner (aprilie 2011). Din august 2012, Wolfgang Link este directorul general al ProSieben.
După 2003, mass-media ProSiebenSat.1 aparținea unui grup de investitori din jurul lui Haim Saban.
În 2005, Axel Springer SE a vrut să preia ProSieben pentru aproximativ 2,2 miliarde de euro, ceea ce ar fi creat al treilea cel mai mare grup media din Europa. Această achiziție, însă, la sfârșitul anului 2005 / începutul anului 2006 nu a fost autorizată de către Oficiul Federal al Cartelului și de Comisia pentru concentrarea în mass-media. La 31 ianuarie 2006, Springer a anunțat în cele din urmă eșecul preluării. Saban a rămas în intenția de a vinde canalul. La 14 decembrie 2006, companiile de investiții KKR și Permira au preluat o acțiune majoritară (50,5%) din capitalul social al ProSiebenSat.1 Media AG și au devenit noul acționar majoritar.
În 2007, prin inițiativa KKR și Permira, ProSieben a cumpărat SBS Broadcasting Group, pentru 3,3 miliarde EUR și a finanțat achiziția în mare parte prin împrumuturi.

## Logo-uri

Primul logo folosit din 1989 pană pe 23 octombrie 1994
Logo prezent folosit din 24 octombrie 1994
Logo-ul ProSieben HD din 12 februarie 2015